# تب (فیلم ۱۹۸۱)
تب (لهستانی: Gorączka) فیلمی به کارگردانی آگنیشکا هولاند است که در سال ۱۹۸۱ منتشر شد. از بازیگران آن می‌توان به باربارا گرابوفسکا اشاره کرد.

## گزیدهٔ بازیگران
- باربارا گرابوفسکا
- اولگیرد ووکاشِـویچ
- آدام فرنتسی
- کشیشتف کیرشنوفسکی
- بوگوسواف لیندا
- زبیگنیف زاپاشیه‌ویچ
- الکساندر میکووایچاک
- کشیشتف زالسکی
- گراژینا دیلونگ
- گژگوش وُنس